# Villa Mansi
A Villa Mansi é uma das mais famosas vilas da Província de Lucca. Encontra-se no n.º 242 da Via delle Selvette, na localidade de Segromigno in Monte, uma fracção de Capannori.
A villa apresenta uma bela fachada em estilo maneirista, sublinhada pela vista livre do grande parque que a antecede.

## História e arquitectura externa
Existe uma documentação muito rica da história da villa: construída pela família Benedetti, foi vendida aos Cerami em 1599. A antiga villa era um edifício de planta rectangular muito simples, com um salão central, no qual se perfilavam as outras salas, enquanto em torno do edifício se estendiam terrenos agrícolas, hortas e simples jardins.
A partir de 1634, o arquitecto de Urbino Muzio Oddi, antes ocupado na fortificação das últimas muralhas de Lucca, reestruturou a villa e o parque em estilo barroco francês, a pedido do abade Paolo Cenami, que vivia em Paris.
O edifício principal foi ampliado em direcção ao vale e foi construída uma fachada monumental, com um pórtico realçado qo qual se acede por dois lanços de escadas, sobre os quais está presente uma altana. Nos lados, duas alas mais baixas sublinham o vigor da parte central. Notável é o efeito bicromático entre o cinzento da pedra nas partes estruturais e o reboco branco-ocre, tudo decorado por numerosas estátuas, brasões e cornijas. 
Em 1675, a villa foi adquirida por Ottavio Mansi e em 1742 foi decorada com a balaustrada na parte superior da villa, com estátuas no telhado. Por outro lado, a fachada virada para o monte foi organizada no século XIX, sendo decorada com um troféu de armas em baixo relevo sobre o portal. Através de Laura Mansi (nascida em 1927), a villa pertenceu à família Salom, de origens venezianas, e posteriormente foi adquirida por outros proprietários, em 2008/2009.

## O interior
No interior, as salas reflectem o gosto barroco dos decoradores, com uma rica profusão de dourados e grotescos. O salão central foi decorado pelo luccense Stefano Tofanelli, que pintou grandes telas com temas mitológicos.

## O parque
O parque remonta, essencialmente, a duas fases: a intervenção de Filippo Juvarra no século XVII, que eliminou o clássico jardim geométrico à italiana e os terraços a favor duma encosta, e o período oitocentista, quando foi decidido criar um parque à inglesa.
Juvarra também realizou o precioso sistema hídrico que permitia os jogos de água e muitos efeitos cenográficos, hoje em grande parte perdidos ou distorcidos: daquele período rococó só permanece o Bagno di Diana (Banho de Diana), um nínfeu realizado com tufo, e a grande pesqueira.estrela. A palazzina dell'orologio (palacete do relógio), por outro lado, remonta ao século XIX e é uma típica folly em estilo neogótico. Pelo contrário, perderam-se os edifícios simétricos das limonaias e as quintas de sebes que, através de adaptações perspectivas, evidenciavam com sofisticação a fachada da villa.
Das espécies vegetais originárias da antiga plantação setecentista, conservam-se até hoje alguns notáveis exemplares de carvalhos e taxus, além de alguns troços de sebes de loureiro e buxo talhadas de forma a formarem "paredes vegetais" que originalmente recintavam os jardins e faziam de guia às perspectivas. As essências exóticas, como a árvore da tulipa, o cedro de Atlante, o abeto vermelho e a douglasia, introduzidas no século XIX, tornaram-se hoje árvores majestosas que conferem um sabor romântico ao vasto prado arborizado levemente em declíneo em frente à residência. No flanco oeste, bastante relevante é a presença duma cameleira. 

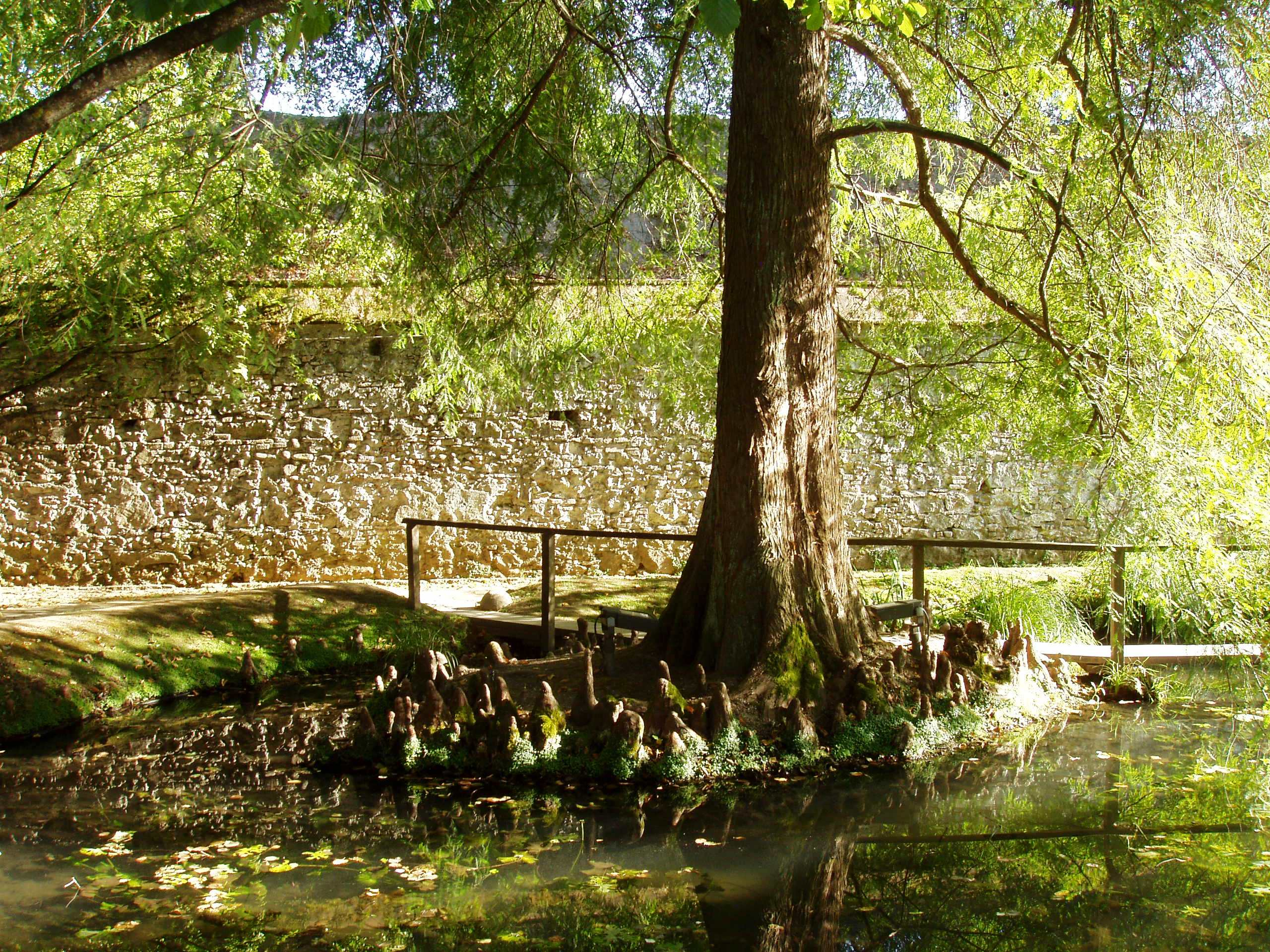
O pequeno lago do Orto botânico onde se terá lançado a carroça em chamas com Lucida Mansi

Uma exadra faz de fundo à estátua da pesqueira nas traseiras da villa. No flanco leste da residência, uma nota distintamente exótica é dada pelo caminho de palmeiras e por um espesso bosque de bambu que sombreia a gruta de gosto barroco, da qual brota a água que escorre depois em forma de regato ladeando as escudarias.

## Lenda
Em torno da figura de Lucida Samminiati, mais conhecida como Lucida Mansi, belíssima esposa de Gasparre Mansi, talvez morta pela peste em 1649, foram transmitidas numerosas lendas, entre as quais aquela de um pacto com o diabo, ao qual a jovem terá cedido a alma em troca duma juventude por trinta anos. No fim daquele período, esta foi carregada pelo diabo numa carroça em chamas e, uma vez transpostas as muralhas de Lucca, foi lançada nas águas do pequeno lago do Orto botanico comunale di Lucca (Jardim botânico municipal de Lucca).